# Altiplania luetscheri
Altiplania luetscheri är en fjärilsart som beskrevs av Köhler 1979. Altiplania luetscheri ingår i släktet Altiplania och familjen nattflyn. Inga underarter finns listade i Catalogue of Life.